# Treubach
Treubach ist eine Gemeinde in Oberösterreich im Bezirk Braunau am Inn im Innviertel mit 790 Einwohnern (Stand 1. Jänner 2025).

## Geografie
Der Ort Treubach liegt auf 417 m Höhe im Innviertler Hügelland, am Nordrand des Kobernaußerwalds (Raumeinheit Hausruck und Kobernaußer Wald).
Die Ausdehnung beträgt von Nord nach Süd 5,6 km, von West nach Ost 5,4 km, die Gesamtfläche beträgt 13 km².
16,9 % der Fläche sind bewaldet, 76,2 % der Fläche werden landwirtschaftlich genutzt.

### Gemeindegliederung
Das Gemeindegebiet umfasst folgende Ortschaften (in Klammern Einwohnerzahl Stand 1. Jänner 2025):
- Ascherdorf (22)
- Himmelschlag (12)
- Hub (75)
- Lindlau (38)
- Matt (23)
- Mitterdorf (13)
- Obertreubach (65)
- Pfendhub (15)
- Radlham (57)
- Schalchen (47)
- Teiseneck (36)
- Untertreubach (309) (Hauptort Treubach)
- Weidenpoint (33)
- Wimholz (2) (auch Gem. Moosbach)
- Wittigau (43)

Katastralgemeinden sind Obertreubach und Schalchen, einziger Zählsprengel ist Treubach.
Der zuständige Gerichtsbezirk ist der Gerichtsbezirk Braunau am Inn.

### Nachbargemeinden
|          | Altheim                                     |          |
| Moosbach | Kompassrose, die auf Nachbargemeinden zeigt | Roßbach  |
|          | Maria Schmolln                              | Höhnhart |

## Geschichte
803 tauchte der Name Treubach erstmals in den Urkunden des Stiftes Mondsee auf.
1140 wurden erstmals Burg und Burgkirche mit einem Weiher erwähnt. 1364 gab es eine Schlacht um Tirol bei Treubach. 1465 wird Treubach durch einen päpstlichen Ablassbrief zum Wallfahrtsort. 1671 bis 1677 herrschte Hungersnot in Treubach. 1733 bis 1743 suchte die Pest Treubach mehrfach heim. 1785 wurde Treubach eine selbstständige Pfarre.
Seit Gründung des Herzogtums Bayern war der Ort bis 1779 bayrisch. Treubach kam nach dem Frieden von Teschen mit dem Innviertel (damals Innbaiern) zu Österreich. Während der Napoleonischen Kriege wieder kurz bayrisch, gehört der Ort seit 1816 (Vertrag von München) endgültig zu Österreich ob der Enns.
Mit der Schaffung der Ortsgemeinden nach 1848/49 wurde Treubach per 1851 eigenständige Gemeinde.
1856 wurde in Treubach die erste Schule gebaut. 1893 erfolgte die Gründung der Freiwilligen Feuerwehr Treubach. Seit 1918 gehört der Ort zum Bundesland Oberösterreich. 1926 erfolgte die Gründung der Freiwilligen Feuerwehr Pfendhub. 1929 gab es einen verheerenden Sturm im Ort. Nach dem Anschluss Österreichs an das Deutsche Reich am 13. März 1938 gehörte der Ort zum Gau Oberdonau. 1945 erfolgte die Wiederherstellung Oberösterreichs. 1965 erfolgte die Gründung der Sportunion, 1981 wurde ein neues Gemeindeamt eingeweiht, es wurde ein Gemeindewappen verliehen und es erfolgte die Gründung der Treubacher Prangerschützen.

### Einwohnerentwicklung
1991 hatte die Gemeinde laut Volkszählung 698 Einwohner, 2001 dann 749 Einwohner. Die Bevölkerungszahl nahm zu, da Geburtenbilanz und Wanderungsbilanz positiv waren. Von 2001 bis 2011 erfolgte eine starke Abwanderung, die durch die Geburtenbilanz nicht ausgeglichen werden konnte, sodass die Einwohnerzahl auf 718 zurückging.

## Kultur und Sehenswürdigkeiten

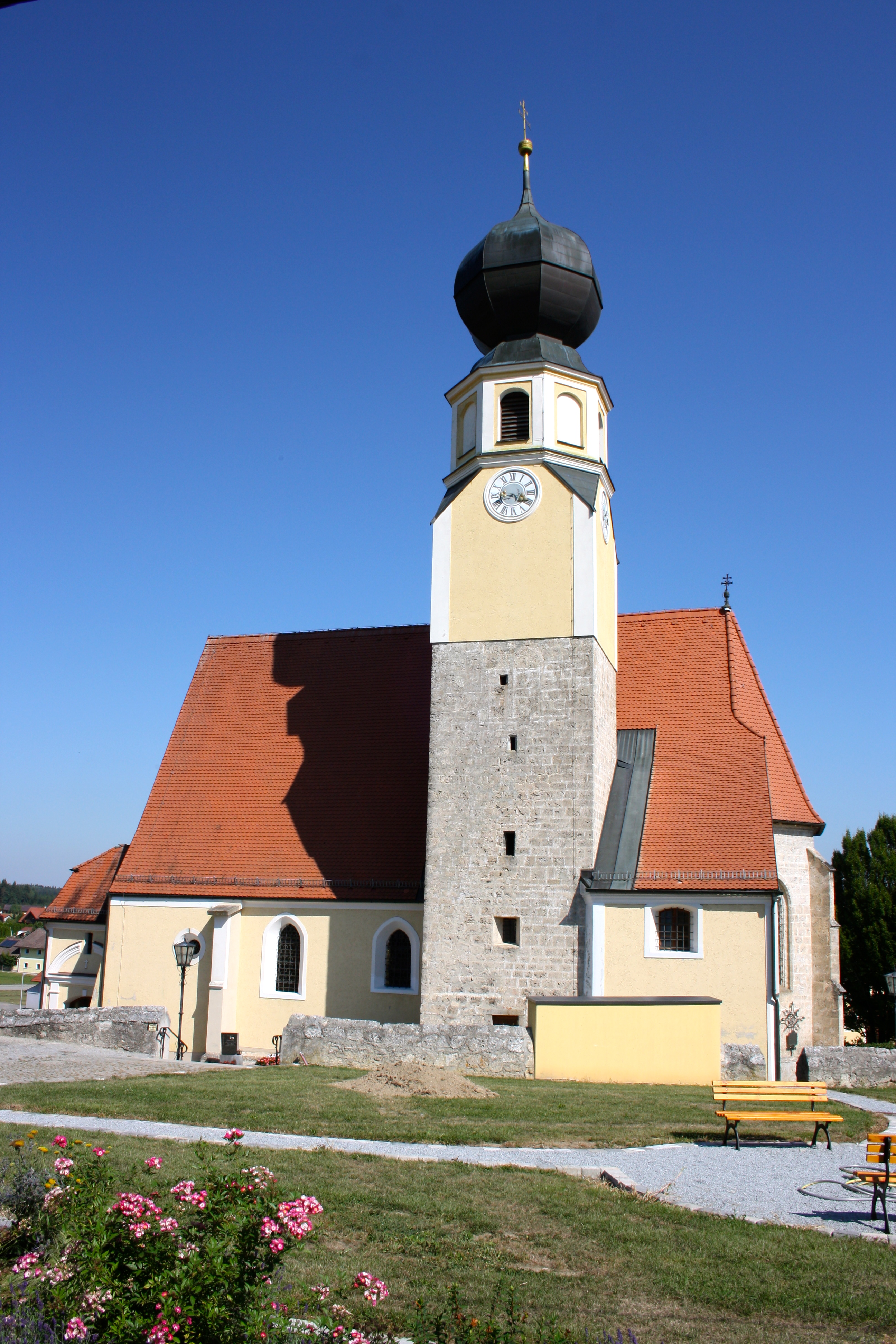
Pfarrkirche Treubach

- Katholische Pfarrkirche Treubach Mariä Geburt: Um 1200 gab es in Obertreubach die Kirche zur Hl. Barbara, in Untertreubach die Burgkirche. 1465 Treubach wird Wallfahrtsort. 1729 Zwiebelturm anstatt Spitzdach. 1742 Barbarakirche wird zerstört; das Material dient der (Schloss-)Kirche in Untertreubach und Weng. 1785 Treubach wird selbstständige Pfarre. 1830 bis 1845 Renovierung. 1982 Turm bekommt Kupferdach – neues Kirchendach. 1985 Friedhofserweiterung. 1987 Innenrenovierung – Münzfund:Bei der Entfernung des alten Fußbodens wurde ein brauner Krug entdeckt, in dem sich in ein Tuch eingeschlagene Münzen befanden, bestehend aus 2156 Stück Hellermünzen, weiters Lienzer Denare und 202 Exemplare des Wiener Pfennings. Eine ortsfremde Person hat die Münzen im Jahre 1364 (Krieg bayr. Fürsten um Tirol) in der Treubacher Kirche vergraben. Es gibt ein eigenes Buch des o.ö. Landesverlages mit den geschichtlichen Hintergründen und Münztypen. Die Gemeinde kaufte den Münzschatz um den Betrag von 13.000 Euro von der Pfarre. 1992 Neue Orgel.

## Wirtschaft und Infrastruktur

### Gemeindeamt
- vor 1910 geringfügige Amtsgeschäfte bei Krämer Weimann
- 1911 Josef Berrer Schneidermeister und Schreibarbeiten für den Bürgermeister
- 1921 Erstes Gemeindeamt im Bendlingerhaus
- 1931 Übersiedlung ins neue Berrerhaus
- 1940 Die Gemeindestube befindet sich im alten Schulhaus – Johann Plattner beginnt seine Tätigkeit (bis 1959)
- 1949 Bau des Gemeindehauses (jetzt Postamt und Wohnungen)
- 1959 Nachfolger v. J. Plattner wird Roland Albustin (fast 40 Jahre lang bis 1998)
- 1981 Das neue Amtsgebäude wird bezogen

### Bildung
Schule
- 1833 Der Weber, Organist und Messner Krautstorfer erteilt Unterricht
- 1838 hölzernes Schulzimmer und geprüfter Lehrer
- 1856 das Schulhaus (heute Postamt) wird erbaut
- 1880 Sonntagsschule wird eingeführt – Lehrer Willner
- 1930 Bau des neuen Schulhauses Baubeginn am 30. Mai, erster Unterricht am 22. Oktober
- 1931 bis 1967 Franz Zaglmayr, eine Lehrerpersönlichkeit über fast 4 Jahrzehnte
- 1944 Mitte Okt. hörte der normale Schulbetrieb auf. Die Schule wurde ein Flüchtlingslager.

Aus der Schulchronik: Am 12. Dezember 1944 kam der 2. Transport aus Siebenbürgen. Mit ihnen schlich sich eine Plage ins Lager eine, das Ungeziefer,....denn es kamen 70 Flüchtlinge aus Schlesien her. Und mit ihnen kamen Sorge und Plage im Überfluss. Unzufriedenheit, Streit, Beschimpfungen gegen uns waren an der Tagesordnung, wir sehnten den normalen Schulbetrieb herbei.
- 1971 bis 1973 Erweiterungsbau: Turnsaal, Kindergarten, Wohnungen
- 1994 bis 1998 Weitere Umbauten und Innenrenovierung – Mosaik im Stiegenhaus
- 2000 Neuer Spielplatz hinter der Schule

Kindergarten
Anfang der 1970er Jahre wurde unter Bürgermeister Alois Bruckbauer beschlossen einen Kindergarten einzurichten. Am 1. April 1973 wurde Treubach eine der ersten Kleingemeinden mit einem Kindergarten. Im ersten Jahr kamen bereits 26 Kinder in die Obhut von Anna Epner. Bis zu ihrer Pensionierung 1996 betreute sie rund 600 Kinder. Kindergartenleiterin ist Isabel Stadler, als Helferin steht ihr Edeltraud Frauscher zur Seite.

## Politik
Der Gemeinderat hat 13 Mitglieder.
- Mit den Gemeinderats- und Bürgermeisterwahlen in Oberösterreich 2003 hatte der Gemeinderat folgende Verteilung: 9 ÖVP, 2 SPÖ und 2 FPÖ.
- Mit den Gemeinderats- und Bürgermeisterwahlen in Oberösterreich 2009 hatte der Gemeinderat folgende Verteilung: 9 ÖVP und 4 FPÖ.
- Mit den Gemeinderats- und Bürgermeisterwahlen in Oberösterreich 2015 hatte der Gemeinderat folgende Verteilung: 8 ÖVP und 5 FPÖ.
- Mit den Gemeinderats- und Bürgermeisterwahlen in Oberösterreich 2021 hat der Gemeinderat folgende Verteilung: 9 ÖVP und 4 FPÖ.[3][4]

### Bürgermeister
- 1985–2009 Johann Bruckbauer (ÖVP)
- 2009–2015 Hannes Huber (ÖVP)
- 2015–2024 Martin Erlinger (ÖVP)
- seit 2024 Georg Schickbauer (ÖVP)

### Wappen
Offizielle Beschreibung des Gemeindewappens:
In Gold ein schwarzer Wellenbalken, begleitet oben von zwei blauen Kornblumen und unten von einer roten, heraldischen Rose mit grünen Kelchblättern.
Die Gemeindefarben sind Rot-Weiß-Grün.

## Persönlichkeiten

### Söhne und Töchter der Gemeinde
- Kajetan Alois Gloning (1836–1910), Lehrer und Fachschriftsteller